# ALL! V・ファーレン
『ALL! V・ファーレン』（オール！ ヴィ・ファーレン）は、長崎国際テレビ及びBSJapanextで放送されているJリーグ・V・ファーレン長崎のサッカー情報番組である、2017年度は長崎県内の民放テレビ局4社で放送されていた。

## 概要
ジャパネットグループが経営再建の主導権を握り、グループ創業者の髙田明が社長に就任して以降、V・ファーレンは当時在籍していたJ2で快進撃を見せ、悲願だった初のJ1昇格に手が届くところまで来ていた。
そこで、ジャパネットグループとクラブが主導する形で制作し、2017年9月30日から10月28日まで、長崎の民放テレビ4社である長崎文化放送、長崎国際テレビ、テレビ長崎、長崎放送がリレー方式で放送したのが、この番組の始まりである。
2018年は悲願のJ1昇格を果たし、厳しい戦いが予想されることから、地元としてサポートする番組が必要だったことから、4社のうち2017年番組の進行役だった千北英倫子の古巣である長崎国際テレビが名乗りを上げ、週1回の番組として制作・放送することになった。当面週1回、土曜朝の30分番組として放送する。
2018年10月よりNIB本社1Fのエントランスホールから生放送になった。
2022年4月9日以降は当日朝に生放送された内容が毎週土曜12:00 - 12:30にBSJapanextでも再放送されるようになった。

## 放送時間

### ALL! V・ファーレン〜長崎総V・ファーレン化実行委員会〜
出典: 
- 2017年9月30日 - 10月28日[7][8]

|       | 放送日        | 放送時間      | 放送局         |
| ----- | ------------- | ------------- | -------------- |
| 第1弾 | 2017年9月30日 | 13:00 - 13:55 | 長崎文化放送   |
| 第2弾 | 同年10月7日   | 10:30 - 11:25 | 長崎国際テレビ |
| 第3弾 | 同年10月14日  | 10:25 - 11:20 | テレビ長崎     |
| 第4弾 | 同年10月28日  | 15:00 - 15:54 | 長崎放送       |

### ALL! V・ファーレン

#### 長崎国際テレビ
- 土曜 10:00 - 10:30（2018年2月17日[9] - 9月29日[3]）
- 土曜 9:25 - 9:55（2018年10月6日[4] - ）

#### BSJapanext
- 土曜 12:00 - 12:30（2022年4月9日 - ）

## 出演者

### 現在の出演者
- 甲斐田貴之 - フリーアナウンサー
- 山口真由 - ローカルタレント
- 塩田みう - 長崎在住女優

### 2017年
出典: 
- 金子昇 - メインMC
- 千北英倫子（元長崎国際テレビアナウンサー） - メインMC
- 森保まどか（HKT48）[7] - 応援企画実行委員
- 永島昭浩 - 解説者
- 三浦淳寛 - 解説者
- 福田正博 - 解説者
- 佐藤由紀彦 - 解説者

### 2018年2月 - 9月
- 佐藤肖嗣 - 長崎国際テレビアナウンサー
- 岩松葵
- 村上佑介 - コメンテーター、V・ファーレンU-18コーチ

### 2018年10月 - 2021年9月
- 松田大河 - 長崎国際テレビアナウンサー（当時）

## 主なコーナー
- V・ファーレン応援4大企画[8]（2017年9月30日 - 10月28日）
  - トラスタ★グルメプロジェクト[10]
  - 高田明×V・ファーレン選手 グルメマップ企画[11]
  - チアリーディングプロジェクト[12]
  - ヴィヴィくん認知向上プロジェクト